# Juan Pedevilla
Juan Pedevilla (6 de junho de 1909) foi um futebolista argentino que competiu na Copa do Mundo FIFA de 1934, realizada na Itália.